# James Hertzog
James Barry Munnik Hertzog KC (Fokföld, 1866. április 3. – Pretoria, 1942. november 21.), ismertebb nevén Barry Hertzog vagy J. B. M. Hertzog, dél-afrikai politikus és katona volt. A második búr háború alatt búr tábornok , 1924 és 1939 között a Dél-afrikai Unió harmadik miniszterelnökeként szolgált.
Életét az afrikánerek kulturális kiteljesedésének szentelte, megakadályozva, hogy az befolyásolva legyen az angolszász, brit kultúra által.

## A kezdetek
Hertzog  a Victoria College-ban tanult jogot Stellenboschban, Fokföldön. 1889-ben Hollandiába ment hogy az amszterdami egyetemen folytassa tanulmányait , ahol 1892. november 12-én jogi doktorátust szerzett.
Hertzog 1892 és 1895 között ügyvédgyakornokként munkálkodott Pretoriában, amikor is kinevezték Oranje Szabadállam legfelsőbb bírájának. Az 1899–1902-es búr háború során beállt katonának, és egészen a tábornoki rangig eljutott, így az Oranje Szabadállam védelmi erőinek helyettes főparancsnoka lett.

## Korai politikai karrier
Hertzog az Orangia Unie Párt létrehozásával lépett be a politikába.
1907-ben az Oranje-folyói Kolónia önkormányzat-formálási jogot kapott, így Hertzog főügyészként és oktatási igazgatóként csatlakozhatott az újonnan alakult kabinethez.  Az újonnan alakult Dél-Afrikai Unió  igazságügyi miniszterévé nevezték ki, egészen 1912-ig töltötte be ezt a hivatalt. A brit hatóságokkal és Botha miniszterelnökkel szembeni szembetűnő ellenállása kabinetválsághoz vezetett, ennek okán 1913-ban a Hertzog vezette  régi búr és a britellenes szekció kivált a Botha-kabinetből és a pártból.

### Első kormány
Az 1924-es általános választásokon Hertzog Nemzeti Pártja legyőzte Jan Smuts Dél-afrikai Pártját, és koalíciós kormányt alakított a Dél-afrikai Munkáspárttal. 1934-ben a Nemzeti Párt és a Dél-afrikai Párt megállapodott az egyesülésben, így létrejött az Egyesült Párt (Verendige Party).
Hertzog miniszterelnökként számos új, társadalmi és gazdasági intézkedés elfogadását indítványozta, amelyek sokat javítottak a munkásosztálybeli fehérek körülményein. Egy történész szerint „az 1924-es kormány, tehát Hertzog NP-je a Munkáspárttal kéz a kézben, lefektette az afrikáner jóléti állam alapjait”.
Egyebek közt Munkaügyi Minisztériumot is hoztak létre, míg a bértörvény (1925) a szakképzetlen munkások minimálbérét meghatározta, de a mezőgazdasági munkásokat, a háztartási alkalmazottakat és a köztisztviselőket ez valamiért nem illette meg. Létrehozott egy Bértanácsot is, amely faji háttértől függetlenül szabályozta bizonyos típusú munkák fizetését (mindennek ellenére a fehérek voltak a törvényhozás fő haszonélvezői). Az öregségi nyugdíjakról szóló törvény (1927) nyugellátást biztosított a fehér munkások számára. A feketék is megkapták a nyugdíjat, de az maximum a fehéreknek adott nyugdíj 70%-a volt.

### Második kormány
Bővebben: J. B. M. Hertzog második kabinetje
A South African Iron and Steel Industrial Corp. 1930-as megalakulása elősegítette a gazdasági fejlődés megélénkülését, míg az ipari felhasználásra szánt import nyersanyagokra kivetett vámok visszavonása ösztönözte az ipar fejlődését és további munkalehetőségeket teremtett, de ez a megélhetési költségek növekedéséhez vezetett. A mezőgazdaság támogatásának különféle formái is beválttá lettek. A tejtermelőket például az összes vajértékesítésre kivetett illeték segítette, míg az importadók emelése megvédte a gazdákat a nemzetközi versenytől. A gazdálkodók részesültek a kedvezményes vasúti tarifákból és a Land Bank által nyújtott hitelek bővülési profitjaiból is. A kormány azzal is segítette a gazdákat, hogy árstoppal fixálta a mezőgazdasági termékek árát, és munkatelepeket hoztak létre a szociálisan rászorulók számára. Továbbá másodlagos iparágakat hoztak létre a foglalkoztatási lehetőségek javítása érdekében, amelyek sokat segítettek a fehér szegénység csökkentésében, és sok fehér számára lehetővé tették, hogy csatlakozzanak a félig képzett és a képzett munkaerőhöz.
Megtörtént a munkavállalói bérezés meghosszabbítása, valamint a korabeli gyártörvényben meghatározott normák javítása, így a törvény a munkahét hossza és a gyermekmunka alkalmazása tekintetében összhangba került a nemzetközi normákkal. A bányászok phthisiséről szóló törvény (pulmonary tuberculosis) átdolgozták, és bevezették a fehér városi bérlők kilakoltatás elleni fokozott védelmét például olyan időszakokra, amikor lakáshiány van. A bilingualitás előmozdítása révén megnyílt a közszolgálati pozíciók betöltési lehetősége az afrikánerek előtt, mindeközben még a választójogot is kiszélesítették, a fehér nőkre. Bevezették az egypennys postaköltséget , az automatikus telefonközpontokat, az utánvétes postai szolgáltatást és a kísérleti légipostai szolgáltatást, amelyet később állandósítottak.
A Szociális Jóléti Osztályt 1937-ben külön kormányhivatalként hozták létre a szociális helyzet javítására. Mind a fehérek, mind a feketék oktatási kiadásai megnövekedtek. A feketék oktatására fordított kiadások 60%-kal nőttek, ami a fekete gyerekek iskolai nevelési hatékonyságának 30%-os növekedéséhez vezetett. A vakok és fogyatékkal élők segélyét 1936-ban illetve 1937-ben, míg a munkanélküli segélyt 1937-ben vezették be. Ugyanebben az évben az eltartási támogatások fedezetét kiterjesztették.

## Politikai nézetei

### Belpolitika és etnikai kérdések
Hertzog republikánus volt,  erősen hitt a Dél-afrikai Unió teljes függetlenségében. Kormánya 1925-ben a hollandot a második hivatalos nyelv helyett az afrikaansra cserélte, valamint 1928-ban új nemzeti zászlót is bevezetett. Kormánya 1930-ban eltörölte a fehérekre vonatkozó vagyoni és oktatási követelményeket, a nem fehérekre vonatkozó szigorú megszigorítással. 1936-ban a feketéket teljesen eltávolították az ún. "közös szavazói névjegyzékből". Ehelyett külön listát írtak ki a bennszülött képviselők megválasztására .

### Külpolitika és a Brit Birodalom
A külpolitikában Hertzog a Brit Birodalomtól való távolságtartás politikáját részesítette előnyben, és élethosszig tartó germanofilként identifikálta magát.  A Versailles-i szerződés által felállított nemzetközi rendszer felülvizsgálatával a Németországra nehezedő terhek csökkentése érdekében a  Hertzog-kabinet az 1930-as éveket az anglofil Smut által vezetett britbarát csoport és a nyíltan nácibarát és antiszemita védelmi miniszter, Oswald Pirow által vezetett németbarát csoport között osztották meg, Hertzog pedig középső, germanofil, de nem nácibarát pozíciót foglalt el. 

## Fordítás
Ez a szócikk részben vagy egészben  a   JBM Hertzog című angol Wikipédia-szócikk ezen változatának fordításán alapul.  Az eredeti cikk szerkesztőit annak laptörténete sorolja fel. Ez a jelzés csupán a megfogalmazás eredetét és a szerzői jogokat jelzi, nem szolgál a cikkben szereplő információk forrásmegjelöléseként.